# Montrevel (Jura)
Montrevel ist eine französische Gemeinde im Département Jura in der Region Bourgogne-Franche-Comté. Sie gehört zum Arrondissement Lons-le-Saunier und zum Kanton Saint-Amour.
Montrevel grenzt an Monnetay im Norden, Marigna-sur-Valouse im Nordosten, La Boissière im Osten, Montlainsia im Süden und Val Suran im Westen.

## Bevölkerungsentwicklung
| Jahr                       | 1962 | 1968 | 1975 | 1982 | 1990 | 1999 | 2008 | 2017 |
| Einwohner                  | 117  | 115  | 141  | 113  | 115  | 107  | 89   | 90   |
| Quellen: Cassini und INSEE |      |      |      |      |      |      |      |      |